# Melanozosteria subinclusa
Melanozosteria subinclusa är en kackerlacksart som beskrevs av Karlis Princis 1966. Melanozosteria subinclusa ingår i släktet Melanozosteria och familjen storkackerlackor. Inga underarter finns listade i Catalogue of Life.